# Нумансия
Нумансия (на испански: Club Deportivo Numancia de Soria', Клуб Депортиво Нумансия де Сория) е испански футболен отбор от град Сория, в най-голямата автономна област на Испания - Кастилия и Леон. Основан на 6 април 1945 г. През сезон 2008-2009 г. играе в Примера Дивисион. Известен като „рохийос“. Играе срещите си на стадион Нуево Естадио Лос Пахаритос, построен през 1999 г.

## История
Нумансия е сред скромните отбори в испанското първенство. Дълги години отбърт се подвизава в местните и аматьорски дивизии. На няколко пъти се изкачват до Сегунда Б Дивисион, но престоят им там е кратък.
През сезон 1995-96 отборът е в Сегунда Б, но е сензация в турнира за Купата на Краля. Малкия тим от Северна Испания отстранява три отбора от елитната Примера дивисион-Реал Сосиедад, Расинг Сантандер и Спортинг Хихон. Успешният поход на Нумансия приключва на четвъртфинала, където се изправя срещу каталунския гранд Барселона. Нумансия повеждат в резултата, но в крайна сметка са сразени и отпадат от турнира.
Три години след приключението в турнира за купата на страната, Нумансия достигат елитния ешелон на страната, където се задържат едва два сезона. През 2004 г. получават трети шанс да играят сред най-добрите испански отбори, но отборът не се справя със задачата и отново изпада в Сегунда дивисион.
Сезон 2007-08 отново е успешен за клуба и Нумансия завършват първи в Сегунда Дивисион, и от следващата година ще играят в Примера.

## Статистика
- Терсера дивисион: 33 сезона.
- Сегунда Б дивисион: осем сезона (1989-90 до 1996-97).
- Сегунда дивисион: осем сезона (1949-50, 1950-51, 1997-98, 1999-99, 2001-02 и 2005-08).
- Примера Дивисион: четири сезона (1999-00, 2000-01, 2004-05 и 2008-09).

## Известни бивши футболисти
- Пауло Уанчоп
- Хамилтон Рикард